# Victorian Open
Het Victorian Open Golf Championship  is een open golftoernooi in Victoria, Australië dat sinds 1957 wordt georganiseerd.
Het herentoernooi wordt sinds 1957 georganiseerd door de PGA of Australia en wordt altijd in het begin van het jaar gespeeld. De PGA werd in 1911 werd opgericht en is de een na oudste PGA in de wereld. Het toernooi werd bijna ieder jaar gespeeld. Het staat tegenwoordig op de agenda van de Von Nida Tour, vergelijkbaar met de Europese Challenge Tour. Deze tour werd in 2003 vernoemd naar Norman von Nida, een Australische professional golfer, die veel voor de ontwikkeling van de Tour had gedaan.

Eenmaal heeft een amateur het toernooi gewonnen. In 1991 zette de 19-jarige amateur Robert Allenby de overwinning op zijn naam. In 1992 werd hij professional. Van 1992-1998 speelde hij op de Europese PGA Tour, waar hij vier keer won, daarna op de Amerikaanse PGA Tour, waar hij ook vier overwinningen boekte.

In 2008 is het toernooi niet van de grond gekomen, maar in 2009 werd het Subaru Victorian Open  weer gespeeld, waarbij de laatste zeven winnaars aanwezig waren. 

## 2012
Van 5-8 januari 2012 werd het Victorian Open van de dames (54 holes) en heren (72 holes) voor de eerste keer op dezelfde datum op de Spring Valley Golf Club gespeeld. Het herentoernooi werd geheel op Spring Valley gespeeld, het damestoernooi startte op vrijdag op de Woodlands Golf Club. Na vrijdag was het spelersveld van het herentoernooi gereduceerd tot 50 spelers + ties, zodat iedereen zaterdag en zondag op Spring Valley kon spelen. Op zondag werden de spelers zo ingedeeld dat om beurten een damesflight en een herenflight zou starten, en de topspelers allemaal in de laatste flights zouden spelen. Het prijzengeld was gelijkgetrokken: iedere winnaar kreeg $ 125.000. 
 Joanna Klatten zat al in de bar haar overwinning te vieren toen bleek dat de achter haar spelende Zuid-Koreaanse Haeji Kang met een eagle eindigde en een play-off forceerde. Op de tweede extra hole won Klatten met een par.

## Winnaars

### Heren
| Jaar | Baan                                 | Regio           | Winnaar          | Score         |
| ---- | ------------------------------------ | --------------- | ---------------- | ------------- |
| 2013 | Thirteenth Beach Golf Links          | New South Wales | Matthew Giles    | 275           |
| 2012 | Spring Valley & Woodlands Golf Clubs | New South Wales | Scott Arnold     | 272           |
| 2011 | ?                                    | New South Wales | Paul Sheenan     | 276           |
| 2010 | ?                                    | Victoria        | Jason Norris     | 274           |
| 2009 | Spring Valley                        | Victoria        | Ashley Hall      | 278           |
| 2008 | Niet gespeeld                        | Niet gespeeld   | Niet gespeeld    | Niet gespeeld |
| 2007 | Woodlands                            | West-Australië  | Kim Felton       | 280           |
| 2006 | Woodlands                            | Victoria        | David Diaz       | 202           |
| 2005 | Woodlands                            | New South Wales | Kurt Barnes      | 204           |
| 2004 | Woodlands                            | =               | Gareth Paddison  | 204           |
| 2003 | Niet gespeeld                        | Niet gespeeld   | Niet gespeeld    | Niet gespeeld |
| 2002 | Sorrento / Portsea                   | New South Wales | Andre Stolz      | 274           |
| 2001 | Cranbourne                           | Victoria        | Scott Laycock    | 270           |
| 2000 | Cranbourne                           | Victoria        | Brad Lamb        | 278           |
| 1999 | Victoria                             | Queensland      | Kenny Druce      | 275           |
| 1998 | Victoria                             | West-Australië  | Bradley King     | 272           |
| 1997 | Victoria                             | West-Australië  | Stephen Leaney   | 280           |
| 1996 | Niet gespeeld                        | Niet gespeeld   | Niet gespeeld    | Niet gespeeld |
| 1995 | Victoria                             | West-Australië  | Stephen Leaney   | 283           |
| 1994 | Victoria                             | =               | Patrick Burke    | 278           |
| 1993 | Woodlands                            | New South Wales | Lucas Parsons    | 276           |
| 1992 | Woodlands                            | Victoria        | Ian Stanley      | 284           |
| 1991 | Woodlands Victoria                   |                 | Robert Allenby   | 287           |
| 1990 | Niet gespeeld                        | Niet gespeeld   | Niet gespeeld    | Niet gespeeld |
| 1989 | Kingston Heath                       | Victoria        | Mike Clayton     | 285           |
| 1988 | Kingston Heath                       | =               | Jim Benepe       | 282           |
| 1987 | Kingston Heath                       | West-Australië  | Roger Mackay     | 277           |
| 1986 | Yarra Yarra                          | Queensland      | Ossie Moore      | 280           |
| 1985 | Yarra Yarra                          | Queensland      | Ian Baker-Finch  | 279           |
| 1984 | Metropolitan                         | Queensland      | Greg Norman      | 281           |
| 1983 | Metropolitan                         | Victoria        | Bob Shearer      | 282           |
| 1982 | Metropolitan                         | Victoria        | Mike Clayton     | 281           |
| 1981 | Metropolitan                         | New South Wales | Billy Dunk       | 277           |
| 1980 | Metropolitan                         | Victoria        | Guy Wolstenholme | 282           |
| 1979 | Kingston Heath                       | New South Wales | Roger Davis      | 291           |
| 1978 | Metropolitan                         | Victoria        | Guy Wolstenholme | 284           |
| 1977 | Yarra Yarra                          | Victoria        | Geoffrey Parslow | 275           |
| 1976 | Kingston Heath                       | Victoria        | Guy Wolstenholme | 281           |
| 1975 | Metropolitan                         | Victoria        | Stewart Ginn     | 283           |
| 1974 | Huntingdale                          | Victoria        | John Davis       | 284           |
| 1973 | Yarra Yarra                          | Victoria        | Peter Thomson    | 284           |
| 1972 | Commonwealth                         | =               | Walter Godfrey   | 283           |
| 1971 | Woodlands                            | Victoria        | Guy Wolstenholme | 289           |
| 1970 | Riversdale                           | New South Wales | David Graham     | 273           |
| 1969 | Kingston Heath                       | New South Wales | Ken Nagle        | 279           |
| 1968 | Huntingdale                          | Victoria        | Peter Thomson    | 288           |
| 1967 | Yarra Yarra                          | New South Wales | Kel Nagle        | 283           |
| 1966 | Riversdale                           | New South Wales | Frank Phillips   | 284           |
| 1965 | Royal Melbourne                      | New South Wales | Alan Murray      | 291           |
| 1964 | Victoria                             | New South Wales | Frank Phillips   | 278           |
| 1963 | Kingswood                            | New South Wales | Bruce Devlin     | 286           |
| 1962 | Huntingdale                          | New South Wales | Bruce Devlin     | 293           |
| 1961 | Commonwealth                         | New South Wales | Alan Murray      | 290           |
| 1960 | Metropolitan                         | Victoria        | Jack Harris      | 282           |
| 1959 | Yarra Yarra                          | =               | Gary Player      | 275           |
| 1958 | Kingston Heath                       | Victoria        | Peter Thomson    | 289           |
| 1957 | Riversdale                           | Victoria        | Ossie Pickworth  | 282           |

 Victorian PGA Championship ·
 Queensland PGA Championship ·
 Victorian Open ·
 New Zealand Open ·
 Fiji International ·
 Queensland Open ·
 South Pacific Open Championship ·
 Western Australian Open ·
 Perth International ·
 Western Australia PGA Championship ·
 New South Wales Open ·
 Australian Masters ·
 Australian Open ·
 New South Wales PGA Championship ·
 Australian PGA Championship